# Cascata de Leonte
A Cascata de Leonte é uma queda de água (cascata) localizada nas proximidades da Portela de Leonte, freguesia de Vilar da Veiga, concelho de Terras de Bouro e distrito de Braga, em Portugal. 
Esta queda de água encontra-se localizada a 1 km da Portela de Leonte e a 6 Km da Vila do Gerês na estrada  que liga esta à fronteira com Espanha na Portela do Homem.
Forma-se com o despenhar das águas do alto de uma penedia de rocha granítica, numa linha de água afluente do Rio Gerês. 